# Thereus libanius
Thereus libanius är en fjärilsart som beskrevs av Pieter Cramer 1782. Thereus libanius ingår i släktet Thereus och familjen juvelvingar. Inga underarter finns listade i Catalogue of Life.